# Mont-Valin
Pour les articles homonymes, voir Monts Valin (homonymie).
Mont-Valin est un territoire non organisé situé dans la municipalité régionale de comté du Fjord-du-Saguenay, dans la région administrative du Saguenay–Lac-Saint-Jean, au Québec. Territoire très faiblement habité mais fortement enneigé, Mont-Valin est principalement connu pour le parc national des Monts-Valin.

## Toponymie
Mont-Valin tire son nom des monts Valin un massif montagneux long d'environ 120 km et à une quarantaine de kilomètres au nord de Saguenay. Le plus haut point de ce massif, le pic Dubuc, culmine à 984 mètres d'altitude. La montagne reprend le nom de la rivière du même nom dont le nom plutôt ancien est attesté au XVIIIe siècle. Le nom commémore François Valin, né en 1693, de L'Ancienne-Lorette, près de Québec.

## Histoire
- 1er janvier 1986 : Constitution du territoire non organisé de Mont-Valin
- 18 février 2002 : Lors de la création de la ville de Saguenay, le territoire est transféré à la nouvelle MRC du Fjord-du-Saguenay.

## Géographie

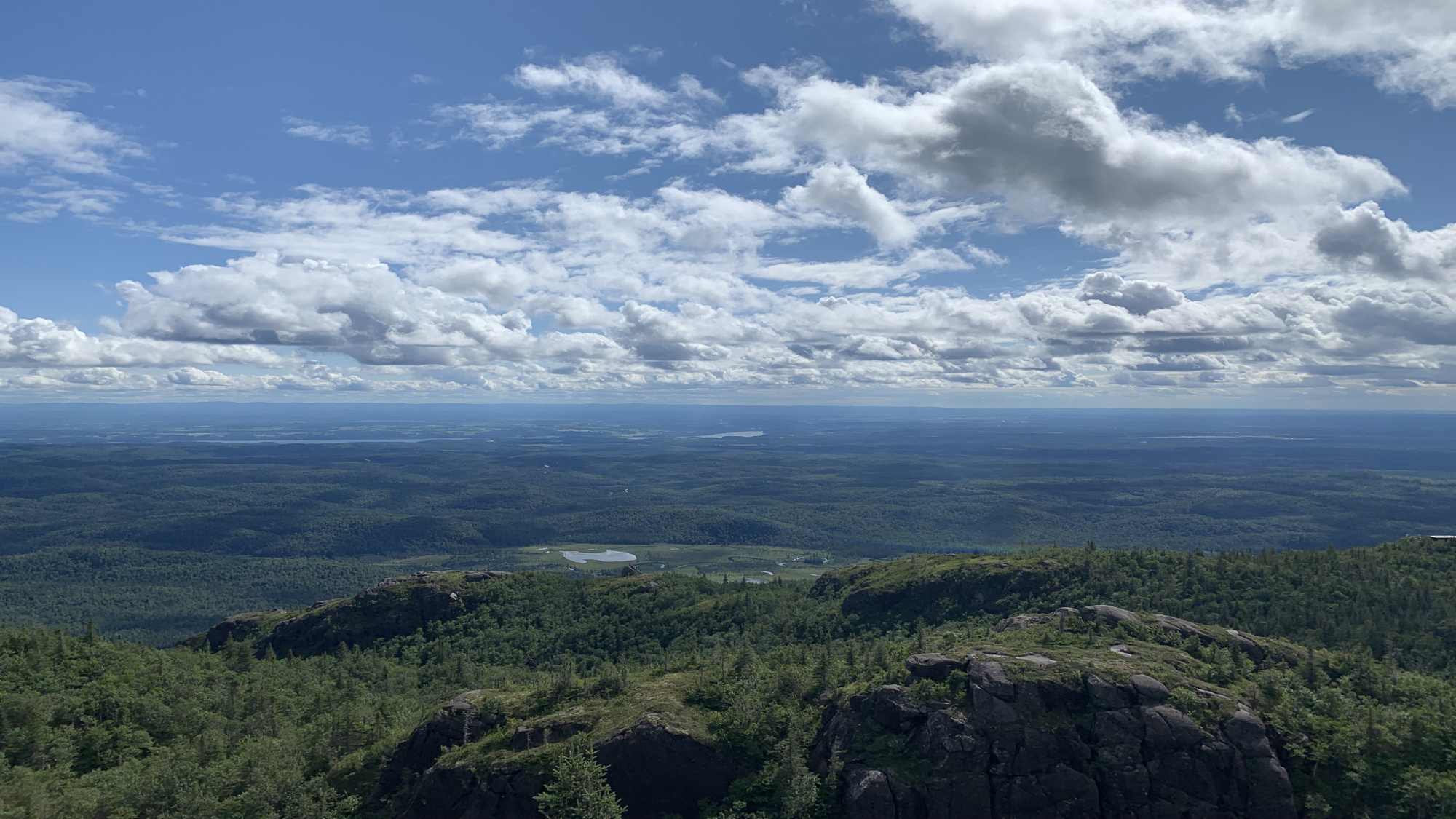
Point de vue le plus haut du Pic-de-la-Tête-de-Chien, l'un des sentiers accessibles du parc national des Monts-Valin.

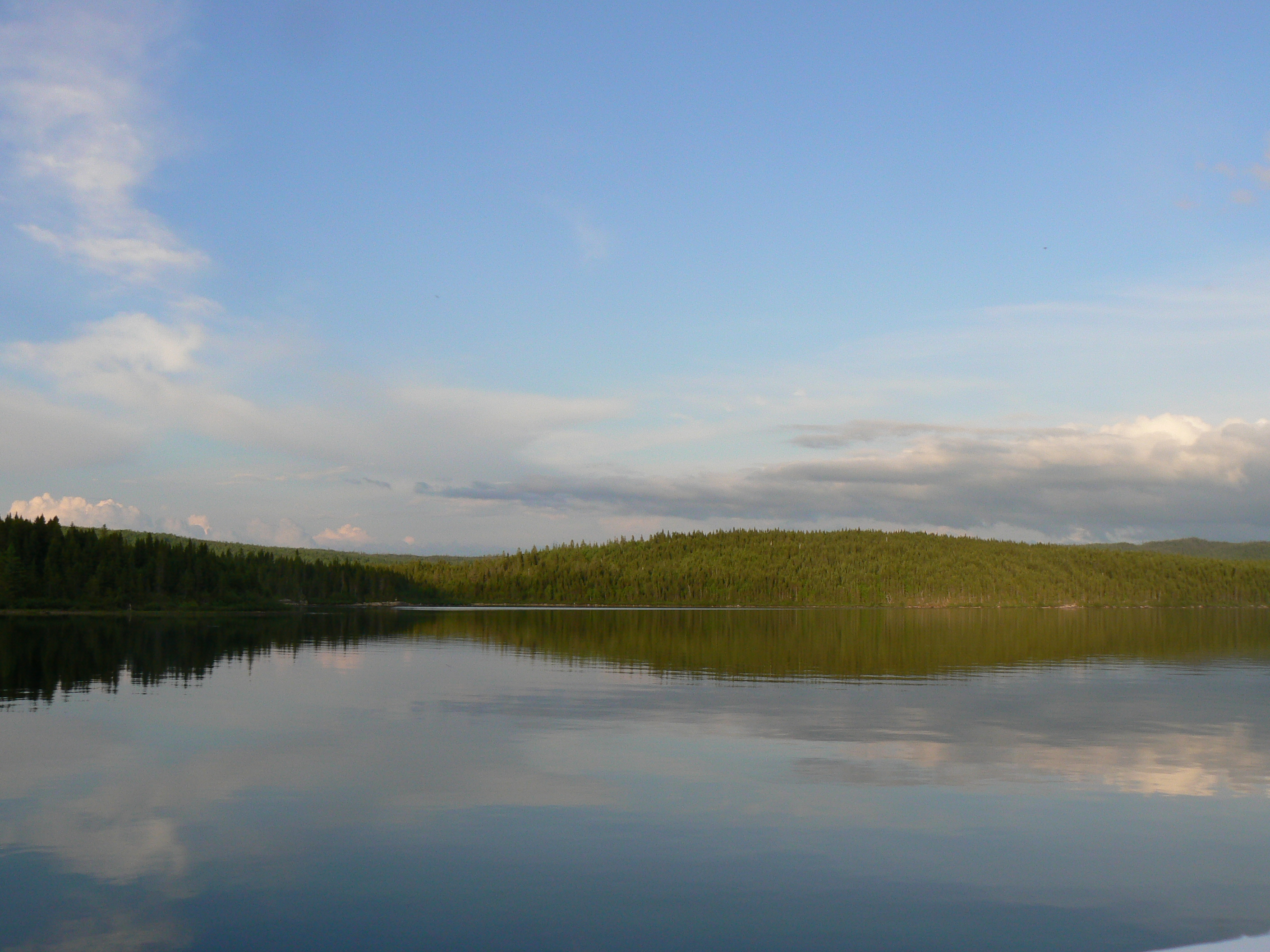
Lac Poivre.

Le TNO de Mont-Valin couvre une superficie de 37 538,95 k2 au nord de la rivière Saguenay et du lac Saint-Jean. C'est une bande de terre qui s'étire vers le nord. Il est bordé à l'ouest par la rivière Mistassibi et à l'est par la Côte-Nord.

## Démographie
| 1991 | 1996 | 2001 | 2006 | 2011 | 2016 | 2021 |
| ---- | ---- | ---- | ---- | ---- | ---- | ---- |
| 5    | 2    | 20   | 15   | 5    | 0    | 20   |

## Attraits
L'été, la randonnée pédestre est l'activité la plus pratiquée sur les Monts-Valins.
L'hiver, en plus des nombreux sentiers de motoneiges, de magnifiques sentiers de raquette permettent d'atteindre, entre autres, le sommet du mont Valin, d'où on peut avoir un panorama impressionnant sur la région, et la vallée des Fantômes, où les arbres se sont transformés en fantômes blancs sous les importantes chutes de neige. Des pistes de ski de fond sont également disponibles.
Chaque année a lieu au mois de mars le Tour du Mont Valin, une course populaire de ski de fond attirant des skieurs de tout le Québec. Il existe maintenant, depuis quelques années, le Tour du Mont Valin version vélo qui a lieu au mois de septembre.